# 木下東
木下東（きおろしひがし）は、千葉県印西市の町丁。現行行政地名は木下東一丁目から木下東四丁目。郵便番号270-1323。

## 地理
北は竹袋、東は平岡、南は竹袋、西は木下に隣接している。

## 世帯数と人口
2017年（平成29年）10月31日現在の世帯数と人口は以下の通りである。
| 丁目         | 世帯数    | 人口    |
| ------------ | --------- | ------- |
| 木下東一丁目 | 210世帯   | 475人   |
| 木下東二丁目 | 217世帯   | 502人   |
| 木下東三丁目 | 301世帯   | 645人   |
| 木下東四丁目 | 297世帯   | 729人   |
| 計           | 1,025世帯 | 2,351人 |

## 小・中学校の学区
市立小・中学校に通う場合、学区は以下の通りとなる。
| 丁目         | 番地 | 小学校             | 中学校             |
| ------------ | ---- | ------------------ | ------------------ |
| 木下東一丁目 | 全域 | 印西市立木下小学校 | 印西市立印西中学校 |
| 木下東二丁目 | 全域 | 印西市立木下小学校 | 印西市立印西中学校 |
| 木下東三丁目 | 全域 | 印西市立木下小学校 | 印西市立印西中学校 |
| 木下東四丁目 | 全域 | 印西市立木下小学校 | 印西市立印西中学校 |

## 施設

### 一丁目
- 木下東1丁目公園

### 二丁目
- 木下東集会所
- 木下東2丁目公園

### 三丁目
- 木下東3丁目公園

### 四丁目
- 木下東4丁目公園

## 交通

### 鉄道
地内に鉄道駅はない。木下にある成田線木下駅が利用できる。

### 道路
- 国道
  - 国道356号